# 高塱
高塱是中国广东省广州市从化区的一个自然村。在太平镇东南面约11千米，属分水村管辖。清朝时建村。1998年时，全村人口178人。